# Amt Ortenberg

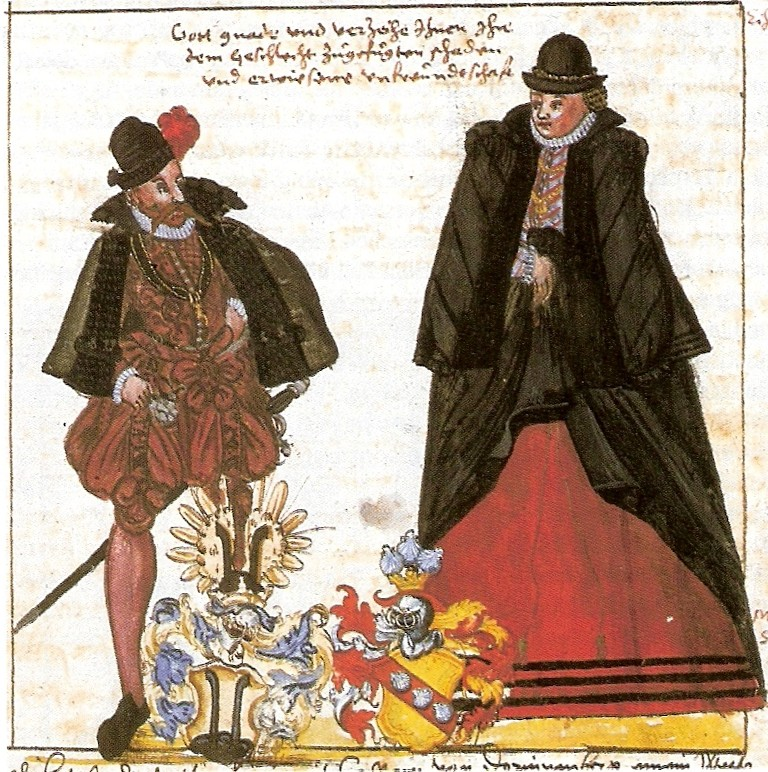
Amtmann Ludwig Eisenberger mit seiner Frau Margaretha Schwartzin

Das Amt Ortenberg war seit dem Spätmittelalter ein Amt in der Wetterau. Zeitweise bestanden auch zwei Ämter unter dieser Bezeichnung.

## Geografische Lage
Das Amt Ortenberg lag in der Wetterau, nordwestlich von Büdingen. Sitz des Amtes war in Ortenberg im heutigen Wetteraukreis in Hessen.

## Funktion
In der Frühen Neuzeit waren Ämter eine Ebene zwischen den Gemeinden und der Landesherrschaft. Die Funktionen von Verwaltung und Rechtsprechung waren hier nicht getrennt. Dem Amt stand ein Amtmann vor, der von der Landesherrschaft eingesetzt wurde. 

## Ortschaften
- Altenfelder Hof[1]
- Bergheim (Ortenberg)
- Bleichenbach
- Effolderbach
- Enzheim
- Gedern
- Gelnhaar (zur Hälfte)
- Hirzenhain[2]

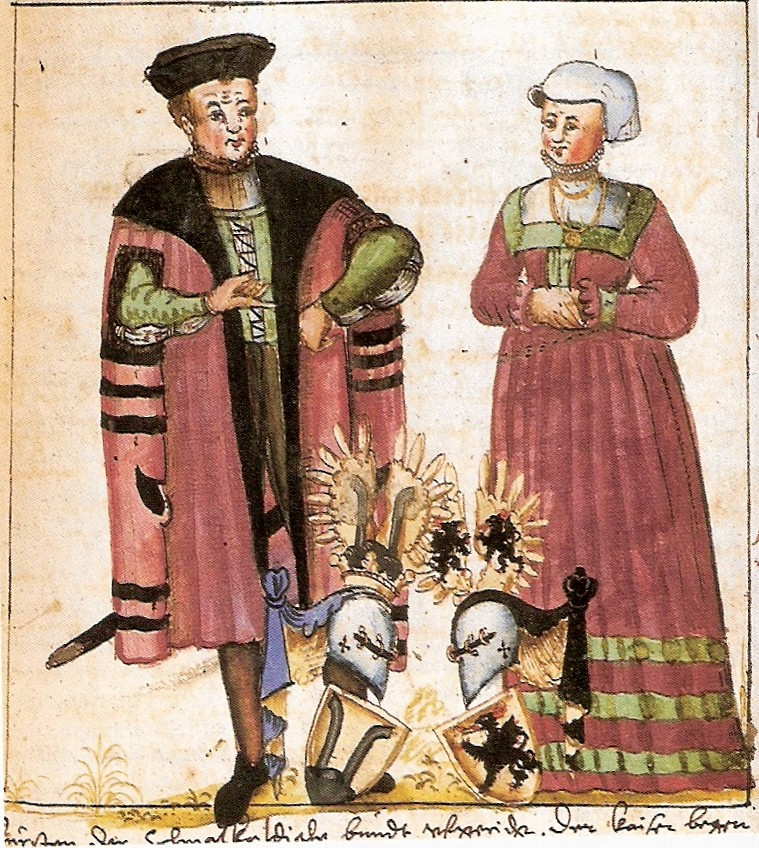
Amtmann Philipp Eisenberger mit seiner Frau Amalia Trechin

- Konradsdorf (Hof, ehemaliges Kloster)
- Mittel-Seemen[3]
- Nieder-Seemen[4]
- Ober-Seemen[5]
- Ortenberg
- Ranstadt
- Selters
- Steinberg[6]
- Usenborn
- Volkartshain
- Wippenbach

## Personal
Als größter Anteilseigner des Kondominats ernannte Eppstein-Königstein die Amtsleute und Keller. Die Ernennung bedurfte der Bestätigung durch Hanau.

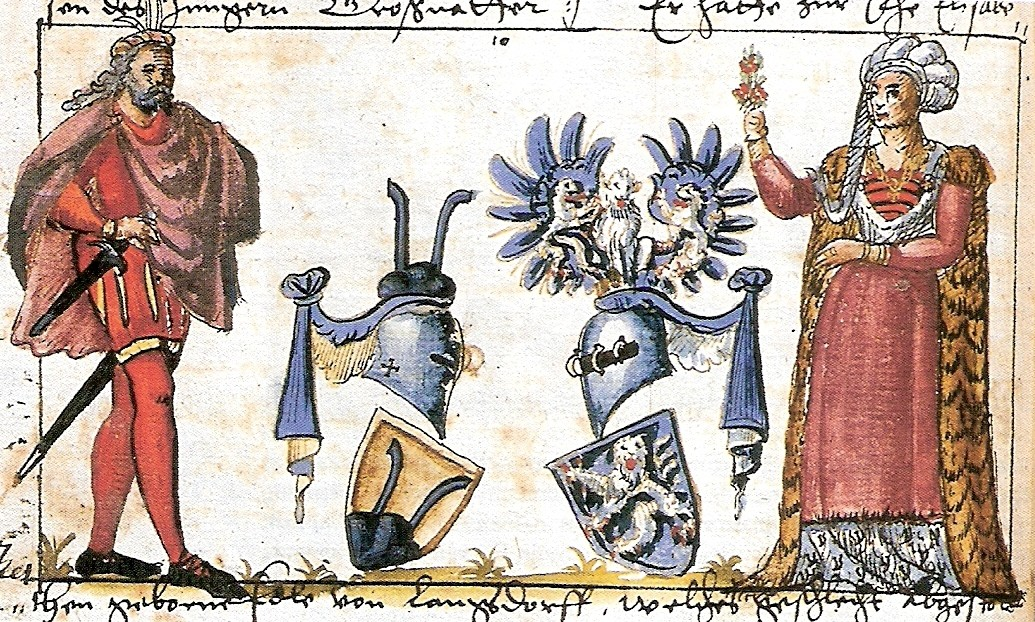
Amtmann Henn Eisenberger mit seiner Frau Elisabeth von Langsdorff

| Jahr             | Amtmann                  |
| ---------------- | ------------------------ |
| 1474             | Michel Mosbach           |
| 1475             | Peter Eisenberger        |
| 1496/98          | Wipprecht von Rosenbach? |
| 1512–1521        | Henn Eisenberger         |
| 1557–1567        | Philipp Eisenberger      |
| 1558–1569        | Thomas Eisenberger       |
| 1579–1581        | Ludwig Eisenberger       |
| 1583–1599        | Ludwig Braunfeld         |
| 1601–1613        | Georg Terhell            |
|                  | Kilian Immel             |
|                  | Ludwig Geis              |
| vor 1646–1661/62 | Georg Ludwig Geis        |

## Territorialgeschichte

### Kondominat
Es war zusammen mit dem Ortenberger Schloss ein Kondominat verschiedener Herren aus der Wetterau, deren Nachfolger sich auch im Wetterauer Grafenverein wiederfinden. Ab 1527 war der Hanauer Teil kurpfälzisches Lehen und der Königsteiner Teil ein Lehen von Fulda. 1568 bis 1578 fanden Verhandlungen zwischen den Anteilseignern statt, die schließlich in einer gleichmäßigen Aufteilung des Kondominats enden. Die Verteilung der Anteile des Kondominats gestaltete sich wie folgt:
| Zeitraum  | Herren                      | Herren                      | Herren                      | Herren                    | Herren       | Herren       | Herren        | Bemerkungen                                                                                            |
| vor 1359  | Eppstein 11/16              | Eppstein 11/16              | Eppstein 11/16              | Eppstein 11/16            | Trimberg3/16 | Trimberg3/16 | Isenburg 2/16 | |
| 1359–1433 | Eppstein 11/16              | Eppstein 11/16              | Eppstein 11/16              | Eppstein 11/16            | Hanau3/16    | Hanau3/16    | Isenburg 2/16 | Kauf des trimbergischen Anteils durch Hanau                                                            |
| 1433–1438 | Eppstein-Münzenberg 11/16   | Eppstein-Münzenberg 11/16   | Eppstein-Münzenberg 11/16   | Eppstein-Münzenberg 11/16 | Hanau3/16    | Hanau3/16    | Isenburg 2/16 | Mit der Eppsteiner Bruderteilung kommt der Eppsteinische Anteil an Eppstein-Münzenberg                 |
| 1438–1460 | Eppstein-Münzenberg 7/16    | Eppstein-Münzenberg 7/16    | Cronberg4/16                | Cronberg4/16              | Hanau3/16    | Hanau3/16    | Isenburg 2/16 | Verpfändung von 4/16 an Cronberg                                                                       |
| 1460–1476 | Eppstein-Münzenberg 11/16   | Eppstein-Münzenberg 11/16   | Eppstein-Münzenberg 11/16   | Eppstein-Münzenberg 11/16 | Hanau3/16    | Hanau3/16    | Isenburg 2/16 | Auslösung des Cronberger Pfandes durch Eppstein                                                        |
| 1476–1505 | Eppstein-Münzenberg 7/16    | Eppstein-Münzenberg 7/16    | Hanau7/16                   | Hanau7/16                 | Hanau7/16    | Hanau7/16    | Isenburg 2/16 | Kauf von 4/16 des Eppsteiner Anteils durch Hanau                                                       |
| 1505–1518 | Grafschaft Königstein 7/16  | Grafschaft Königstein 7/16  | Hanau7/16                   | Hanau7/16                 | Hanau7/16    | Hanau7/16    | Isenburg 2/16 | Der Eppsteiner Anteil fällt an die Grafschaft Königstein                                               |
| 1518–1535 | Grafschaft Königstein 10/16 | Grafschaft Königstein 10/16 | Grafschaft Königstein 10/16 | Hanau4/16                 | Hanau4/16    | Hanau4/16    | Isenburg 2/16 | Die Königsteiner Grafen erwerben das „Trimbergische Viertel“ aufgrund des Werheimer Vertrags von Hanau |
| 1535–1578 | Stolberg 10/16              | Stolberg 10/16              | Stolberg 10/16              | Hanau4/16                 | Hanau4/16    | Hanau4/16    | Isenburg 2/16 | Die Herren von Stolberg erben die Grafschaft Königstein                                                |
| 1578–1601 | Stolberg 1/3                | Hanau1/3                    | Hanau1/3                    | Hanau1/3                  | Isenburg 1/3 | Isenburg 1/3 | Isenburg 1/3  | Die Beteiligten teilen die Anteile am Kondominat gleichmäßig auf: Jeder besitzt nun 1/3.               |

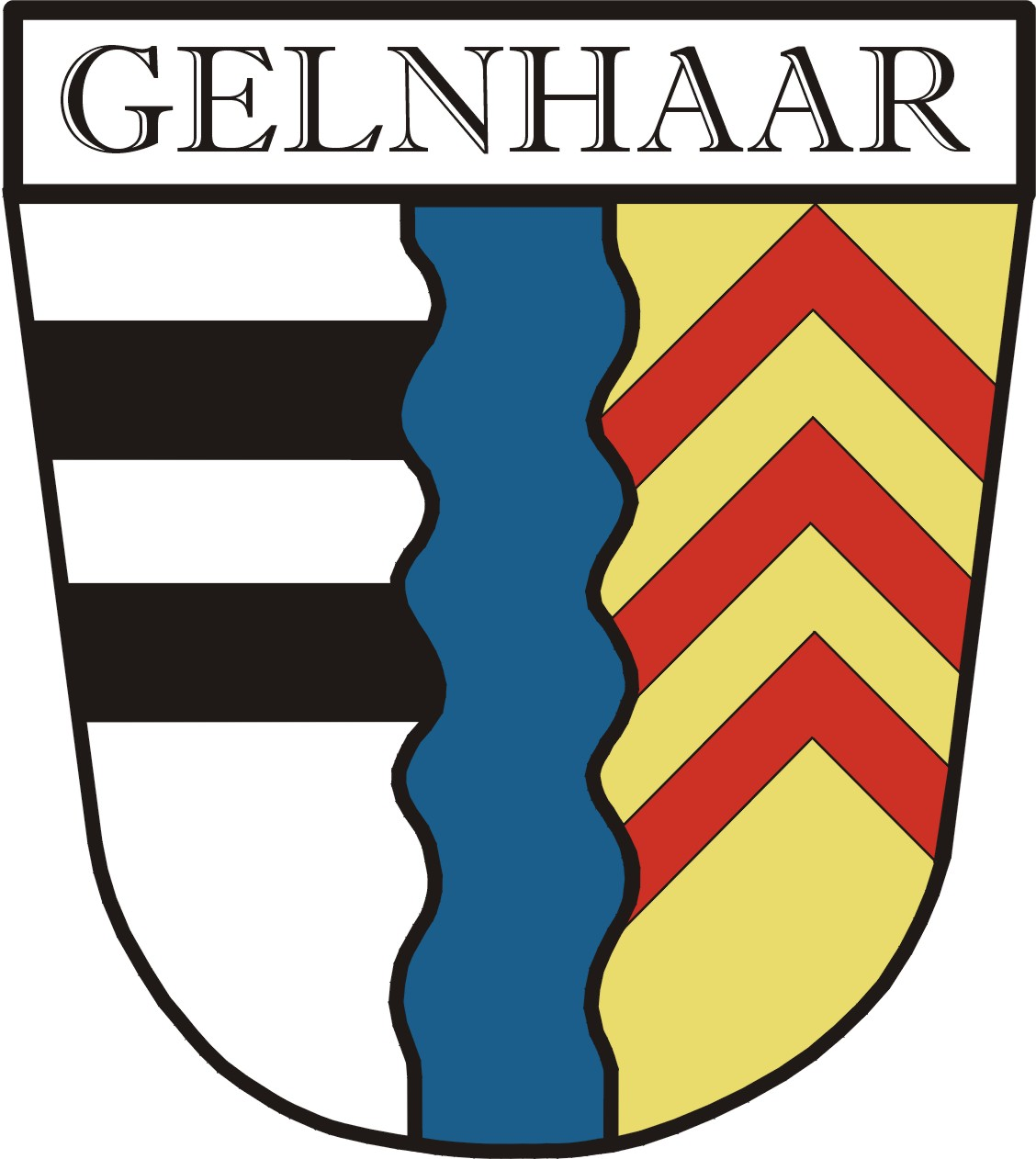
Ortswappen von Gelnhaar. Schwarz und weiß: Isenburg; gelb und rot: Hanau. In der Mitte die ehemalige Grenze, der Bleichenbach.

1601 erfolgte eine Realteilung zwischen Hanau, Stolberg und Ysenburg. Dabei kamen die Orte Bergheim, Bleichenbach, Enzheim, Kloster Konradsdorf, Selters und Wippenbach zu Hanau, die Orte Mittel-Seemen, Nieder-Seemen, Ober-Seemen, Ranstadt, Usenborn und Volkartshain zu Stolberg. Die Dörfer Ortenberg (zu 2/3 zu Stolberg und 1/3 Hanau) und Gelnhaar (je zur Hälfte) wurden zwischen Hanau und Isenburg real geteilt. Noch heute spiegelt das Ortswappen von Gelnhaar die Teilung des Dorfes wider. Effolderbach blieb Kondominium, an dem zu gleichen Teilen Isenburg und Stolberg beteiligt waren.

### Nach der Realteilung

#### Stolbergisches Amt Ortenberg
Das stolbergische Amt Ortenberg gehörte zu den Gebieten, in denen das Solmser Landrecht gewohnheitsrechtlich aber nur teilweise rezipiert wurde. Das galt insbesondere für die Bereiche Vormundschaftsrecht, Erbleihe und eheliches Güterrecht. Im Übrigen galt das Gemeine Recht. Erst das Bürgerliche Gesetzbuch, das einheitlich im ganzen Deutschen Reich galt, setzte zum 1. Januar 1900 das alte Partikularrecht außer Kraft.
Die Grafen zu Stolberg-Roßla führten den von ihnen 1706 exklusiv übernommenen Anteil als Amt Ortenberg weiter. 1806 trat das Großherzogtum Hessen dem Rheinbund bei und wurde unter anderem damit belohnt, dass es die staatliche Souveränität über die kleineren Herrschaften in seinem Einzugsbereich gewann. Dazu zählte auch der die in der Wetterau gelegenen Besitz der Grafen von Stolberg und damit deren Amt Ortenberg. Bei der Übernahme wurden allerdings die standesherrlichen Rechte der bisherigen Eigentümer gewahrt, die hier weiterhin hoheitliche Rechte in Verwaltung und Rechtsprechung ausübten, sogenannte „Souveränitätslande“. Das Stolberg-Ortenbergische Amt Ortenberg blieb so weiter bestehen.

#### Hanauisches Amt Ortenberg
Gewohnheitsrechtlich galt in der Grafschaft Hanau-Münzenberg das Solmser Landrecht.
Ab 1601 führte auch die Grafschaft Hanau-Münzenberg, ab 1642 die Grafschaft Hanau, unter der Bezeichnung Amt Ortenberg das von ihr exklusiv übernommene Drittel des Kondominats als eigene Verwaltungseinheit weiter. Dieses fiel 1736 beim Tod des letzten Hanauer Grafen, Johann Reinhard III., aufgrund eines Erbvertrages an die Landgrafschaft Hessen-Kassel (ab 1803: Kurfürstentum Hessen). Dieses kurhessische Amt Ortenberg kam 1806 unter französische Verwaltung, da Frankreich das Kurfürstentum besetzte, weil es sich weigerte, dem Rheinbund beizutreten. Am 11. Mai 1810 schlossen dann das Großherzogtum Hessen und Frankreich einen Staatsvertrag mit dem Frankreich Gebiete, die es 1806 Kurhessen abgenommen hatte, an das Großherzogtum weiter gab. Der im Mai geschlossene Vertrag wurde von Napoléon aber erst am 17. Oktober 1810 unterschrieben. Das hessische Besitzergreifungspatent datiert so erst vom 10. November 1810 und umfasste auch das kurhessische Amt Ortenberg. Im Gegensatz zum stolbergischen Amt Ortenberg standen hier aber zwischen der großherzoglichen Regierung und den Untertanen keine Standesherren. Es handelte sich um Dominiallande. So blieb auch dieses Amt Ortenberg zunächst weiter bestehen und führte die Bezeichnung Dominialamt Ortenberg.

### Ende
1816 fiel auch der Isenburger Anteil des ehemaligen Kondominats durch Beschluss des Wiener Kongresses an Hessen-Darmstadt. Ab 1820 kam es im Großherzogtum Hessen zu Verwaltungsreformen. 1821 wurden auch auf unterer Ebene Rechtsprechung und Verwaltung getrennt und alle Ämter aufgelöst. Für die bisher durch die Ämter wahrgenommenen Verwaltungsaufgaben wurden Landratsbezirke geschaffen, für die erstinstanzliche Rechtsprechung Landgerichte. Die beiden Ämter Ortenberg wurden aufgelöst. Deren Verwaltungsaufgaben wurden dem Landratsbezirk Nidda, die Aufgaben der Rechtsprechung dem Landgericht Ortenberg übertragen, allerdings war das Gericht immer noch „gemeinschaftlich zwischen dem Staat und den Herren Grafen von Stollberg-Ortenberg und Stollberg-Gedern“ und Rechtsfälle aus dem standesherrlichen Teil des ehemaligen Amtes wurden in der zweiten Instanz vor der Justizkanzlei zu Büdingen verhandelt, nicht vor dem Hofgericht Gießen.
Das Gebiet des ehemaligen Amtes Ortenberg kam 1832 zum Kreis Nidda. Mit der Märzrevolution 1848 wurde kurzzeitig der Regierungsbezirk Nidda gebildet, 1852 aber der Kreis Nidda restituiert. 1874 kamen die Gebiete des ehemaligen Amtes Ortenberg dann zum Landkreis Büdingen, der mit der Gebietsreform in Hessen 1972 im Wetteraukreis aufging.

## Ereignisgeschichte
Im Amt Ortenberg der Grafschaft Hanau kam es 1662 zu einer umfangreichen Hexenverfolgung, der 10 oder 11 Frauen zum Opfer fielen. Sie wurden alle mit dem Schwert hingerichtet. Eine zentrale Rolle bei der Verfolgung der „Hexen“ hat wahrscheinlich der Hanauer Amtmann Ludwig Geis gespielt.

## Amtmänner
- Johann Maximilian von Günderrode (ab 1766 Oberamtmann von Windecken und Ortenberg)